# جورج کلارک (بازیکن فوتبال، زاده ۱۹۲۱)
جورج کلارک (انگلیسی: George Clarke; ۲۴ آوریل ۱۹۲۱ – ۱۷ فوریهٔ ۲۰۱۱) بازیکن فوتبال اهل بریتانیا بود.
از باشگاه‌هایی که در آن بازی کرده‌است می‌توان به باشگاه فوتبال ایپسویچ تاون اشاره کرد.